# Грабфельдский диалект

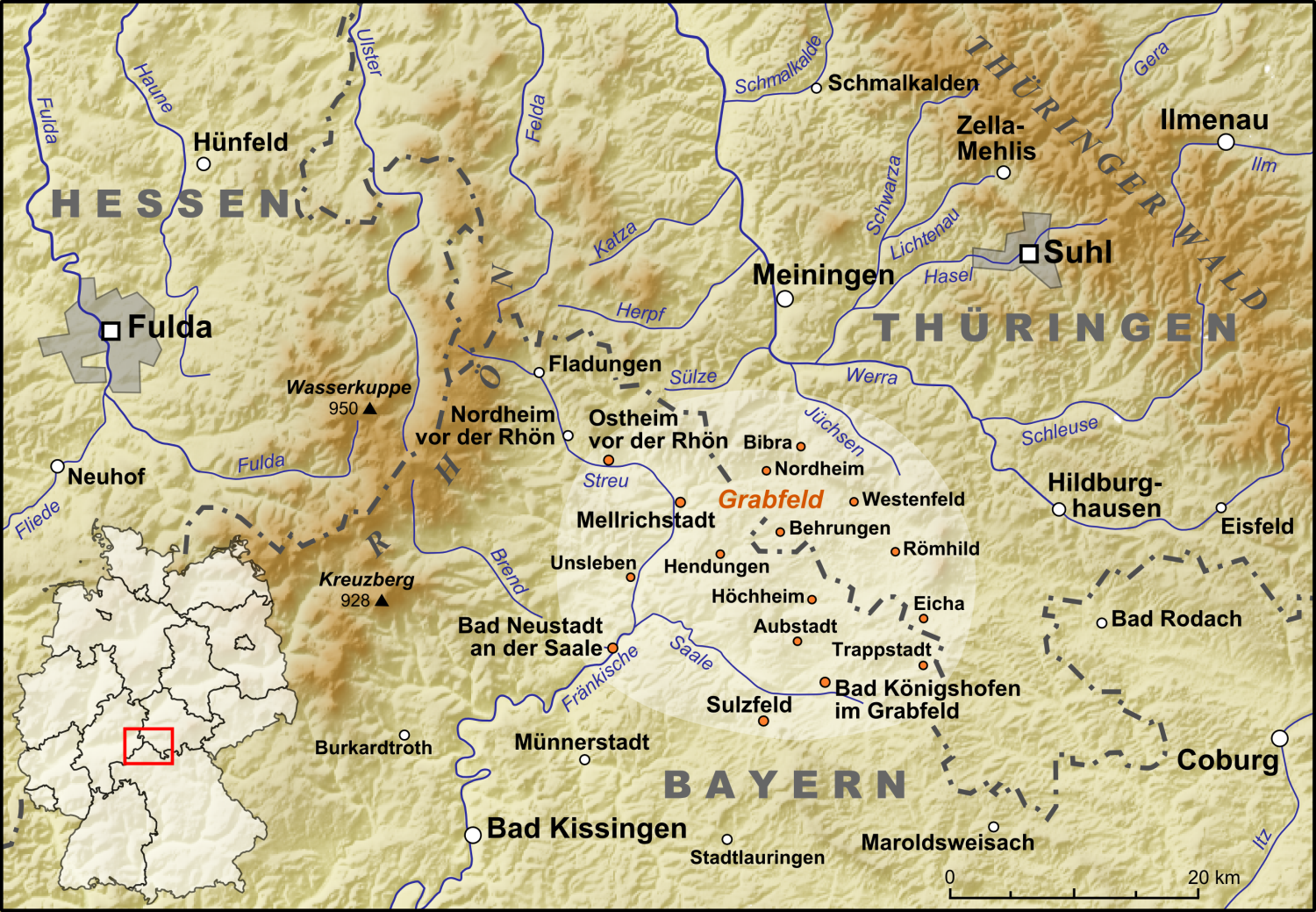
Регион Грабфельд

Грабфельдский диалект (нем. Grabfeldisch) — восточнофранкский (южнонемецкий) диалект немецкого языка, распространённый в городах Бад-Кёнигсхофен-им-Грабфельд, Мелльрикстадт (Бавария) и Рёмхильд (Тюрингия). В гессенском Рёне по направлению к Фульде грабфельдский диалект переходит в восточногессенский, а у Кальтензундхайма — в хеннебергский.